# Hackney
Hackney és un districte de Londres, Regne Unit. El barri rep el nom de Hackney, el seu districte principal. Les parts del sud i l'est del municipi es consideren popularment com a part de l'est de Londres, i el nord-oest pertany al nord de Londres. La seva població és de 281.120 habitants.
El cor de Hackney és Mare Street. Hackney limita amb Islington a l'oest, Haringey al nord, Waltham Forest al nord-est, Tower Hamlets al sud-est i la City de Londres al sud-oest.
El barri modern es va formar el 1965 per la fusió del districte metropolità de Hackney amb els districtes metropolitans molt més petits de Stoke Newington i Shoreditch.
Gran part de Hackney manté el seu caràcter de ciutat interior i en llocs com Dalston combina grans cases amb urbanitzacions tancades. A South Hackney, a prop de Victoria Park, hi ha fileres de cases victorianes i eduardianes.
El centre històric i administratiu de Hackney és la zona que s'estén aproximadament al nord de Mare Street i envolta l'Església de St John-at-Hackney; conegut com a Hackney Central. Al nord del municipi estan Upper Clapton i Lower Clapton, Stamford Hill i Stoke Newington. A l'est hi ha un ampli espai obert, Hackney Marshes i els districtes de Hackney Wick i Homerton. Les indústries lleugeres al voltant del riu Lea donen feina a més de tres mil persones i part va ser també utilitzat per als Jocs Olímpics de 2012.
Hi ha mil tres-cents edificis protegits a Hackney, incloent-hi l'icònic Hackney Empire, Tudor Sutton House, i la medieval torre de Sant Agustí. El municipi conté 25 àrees de conservació, incloent Clapton Square, i espais verds, com Clapton Common i Clissold Park. Les àrees de conservació també protegeixen grans zones de cases georgianes i victorianes, i zones de patrimoni industrial.
En un informe de 2007, tots els barris de Hackney es trobaven entre el 10% més desfavorits del país, amb un 47% dels nens vivint en llars de baixos ingressos.
Hackney tenia la reputació de ser un dels barris londinencs amb més crims, i alguns dels seus carrers fins i tot s'han anomenat "Murder Mile", tot i que la criminalitat ha baixat molt en els últims anys.

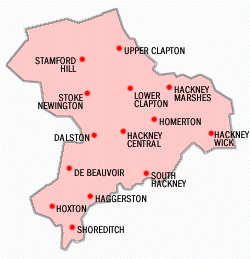
Some locations in the borough of Hackney.

## Barris
El districte de Hackney està compost pels següents barris.
| - Dalston - De Beauvoir Town - Finsbury Park - Hackney Central - Hackney Downs - Hackney Marshes - Hackney Wick - Haggerston - Homerton - Hoxton - Kingsland | - Lea Bridge - London Fields - Lower Clapton - Manor House - Newington Green - Shacklewell - Shoreditch - South Hackney - Stamford Hill - Stoke Newington - Upper Clapton |